# Coupe d'Europe des nations d'athlétisme en salle 2004

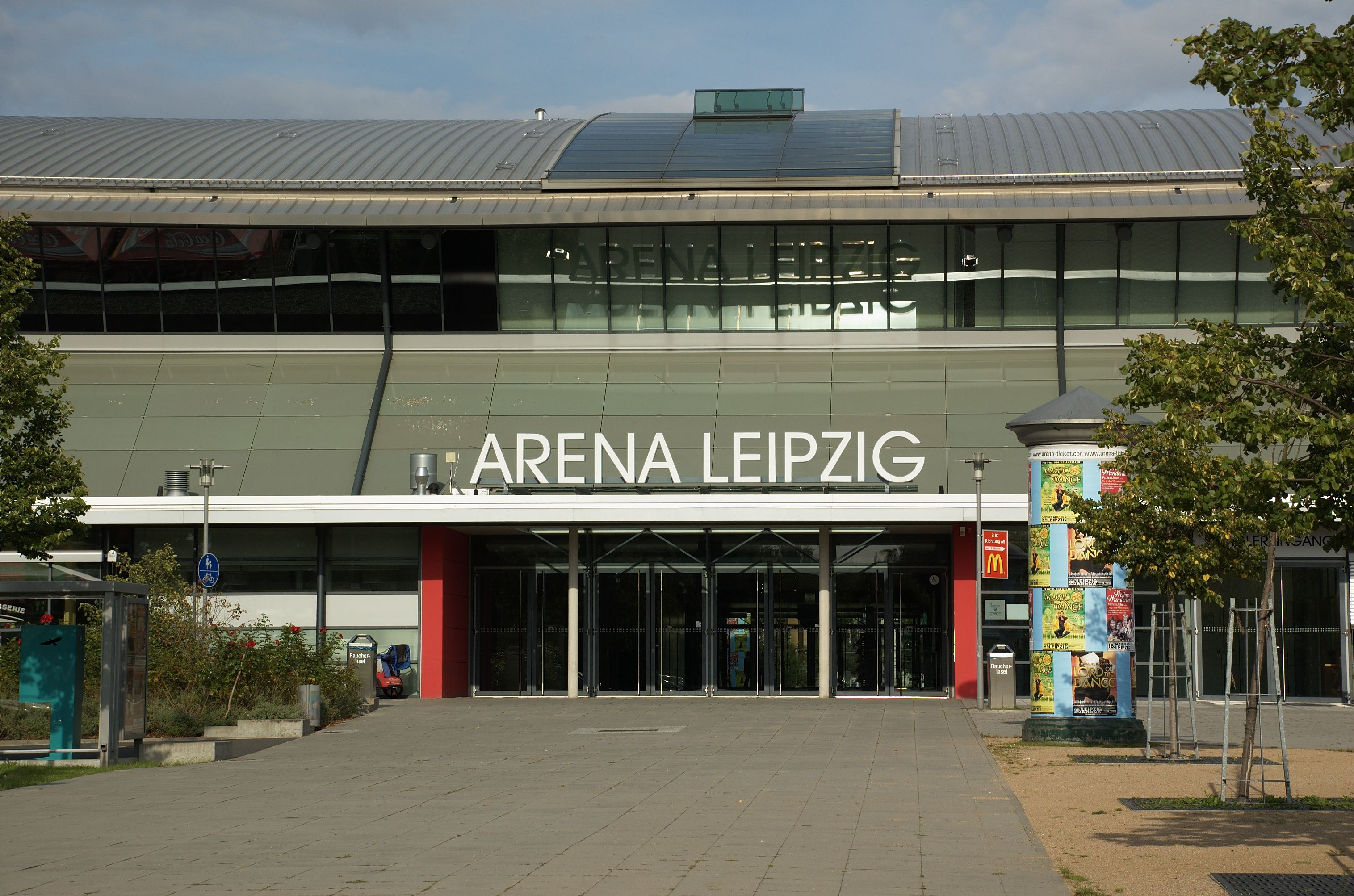
L'Arèna à Leipzig.

La 2e édition de Coupe d'Europe des nations d'athlétisme en salle s'est déroulée le 14 février 2004 à Leipzig, en Allemagne. La compétition est organisée sous l'égide de l'Association européenne d'athlétisme.
La France remporte la compétition masculine, tandis que la Russie conserve son titre chez les femmes.

## Résultats

### Hommes
| Épreuve                                  | Or                                                                                   | Argent                                                                        | Bronze                                                                              |
| ---------------------------------------- | ------------------------------------------------------------------------------------ | ----------------------------------------------------------------------------- | ----------------------------------------------------------------------------------- |
| 60 mètres                                | Jason Gardener 6 s 51                                                                | Simone Collio 6 s 63                                                          | Lukasz Chyla 6 s 65                                                                 |
| 400 mètres                               | Dmitriy Forshev 46 s 46                                                              | Brice Panel 47 s 05                                                           | Robert Tobin 47 s 26                                                                |
| 800 mètres                               | Bram Som 1 min 48 s 79                                                               | René Herms 1 min 49 s 14                                                      | Rickard Pell 1 min 49 s 40                                                          |
| 1 500 mètres                             | Mounir Yemmouni 3 min 49 s 82                                                        | Matt Shone 3 min 49 s 91                                                      | Zbigniew Graczyk 3 min 50 s 31                                                      |
| 3 000 mètres                             | Gert-Jan Liefers 7 min 49 s 70                                                       | Ismaïl Sghyr 7 min 51 s 28                                                    | Salvatore Vincenti 7 min 51 s 89                                                    |
| 60 m haies                               | Andrea Giaconi 7 s 72                                                                | Gregory Sedoc 7 s 80                                                          | Mohammed Sillah-Freckleton 7 s 81                                                   |
| 2000 m relais medley (800/600/400/200 m) | Russie Dmitriy Bogdanov Andrey Rudnitskiy Aleksandr Usov Oleg Sergeyev 4 min 12 s 26 | Pays-Bas Arnoud Okken Bram Som Guus Hoogmoed Patrick van Balkom 4 min 12 s 52 | Allemagne Andreas Freimann Ruwen Faller Bastian Swillims Tobias Unger 4 min 14 s 65 |
| Saut à la perche                         | Björn Otto 5,70 m                                                                    | Igor Pavlov 5,65 m                                                            | Patrik Kristiansson 5,55 m                                                          |
| Triple saut                              | Christian Olsson 17,31 m                                                             | Viktor Gushchinskiy 16,94 m                                                   | Fabrizio Donato 16,65 m                                                             |

### Femmes
| Épreuve                                  | Or                                                                                             | Argent                                                                                | Bronze                                                                              |
| ---------------------------------------- | ---------------------------------------------------------------------------------------------- | ------------------------------------------------------------------------------------- | ----------------------------------------------------------------------------------- |
| 60 mètres                                | Larisa Kruglova 7 s 27                                                                         | Gabi Rockmeier 7 s 29                                                                 | Evaggelía Nesoúdi 7 s 31                                                            |
| 400 mètres                               | Olesya Krasnomovets 51 s 31                                                                    | Claudia Marx 52 s 01                                                                  | Antonina Yefremova 52 s 41                                                          |
| 800 mètres                               | Olga Raspopova 2 min 00 s 41                                                                   | Jo Fenn 2 min 00 s 54                                                                 | Tetiana Petlyuk 2 min 01 s 14                                                       |
| 1 500 mètres                             | Iryna Lishchynska 4 min 09 s 82                                                                | Yuliya Kosenkova 4 min 10 s 24                                                        | Maria Martins 4 min 12 s 87                                                         |
| 3 000 mètres                             | Yelena Zadorozhnaya 8 min 53 s 45                                                              | Lidia Chojecka 8 min 53 s 62                                                          | Sabrina Mockenhaupt 9 min 01 s 00                                                   |
| 60 m haies                               | Flora Redoumi 7 s 97                                                                           | Glory Alozie 7 s 99                                                                   | Juliane Sprenger 8 s 00                                                             |
| 2000 m relais medley (800/600/400/200 m) | Russie Irina Vashentseva Natalya Khrushcheleva Maria Lisnichenko Irina Khabarova 4 min 46 s 14 | Allemagne Kathleen Friedrich Maren Schott Jana Neubert Birgit Rockmeier 4 min 47 s 92 | Royaume-Uni Rebecca Lyne Jenny Meadows Helen Karagounis Joice Maduaka 4 min 52 s 18 |
| Saut en hauteur                          | Daniela Rath 2,00 m                                                                            | Yelena Slesarenko 1,96 m                                                              | Vita Styopina 1,93 m                                                                |
| Saut en hauteur                          | Daniela Rath 2,00 m                                                                            | Yelena Slesarenko 1,96 m                                                              | Ruth Beitia 1,93 m                                                                  |
| Saut en longueur                         | Irina Simagina 6,72 m                                                                          | Sophie Krauel 6,46 m                                                                  | Concepción Montaner 6,39 m                                                          |
| Lancer du poids                          | Irina Khudoroshkina 18,75 m                                                                    | Krystyna Zabawska 18,50 m                                                             | Nadine Kleinert 18,38 m                                                             |

## Par équipes
| Rang  | Pays  | Total points | Or | Argent | Bronze | Total médailles |
| ----- | ----- | ------------ | -- | ------ | ------ | --------------- |
| 1     | FRA   | 50           | 1  | 2      | 0      | 3               |
| 2     | RUS   | 48           | 2  | 2      | 0      | 4               |
| 3     | GER   | 46           | 1  | 1      | 1      | 3               |
| 4     | ITA   | 45           | 1  | 1      | 2      | 4               |
| 5     | NED   | 43           | 2  | 2      | 0      | 4               |
| 6     | GBR   | 35           | 1  | 1      | 2      | 4               |
| 7     | POL   | 35           | 0  | 0      | 2      | 2               |
| 8     | SWE   | 29           | 1  | 0      | 2      | 3               |
| Total | Total | Total        | 9  | 9      | 9      | 27              |

| Rang  | Pays  | Total points | Or | Argent | Bronze | Total médailles |
| ----- | ----- | ------------ | -- | ------ | ------ | --------------- |
| 1     | RUS   | 82           | 7  | 2      | 0      | 9               |
| 2     | GER   | 64           | 1  | 4      | 3      | 8               |
| 3     | UKR   | 46,5         | 1  | 0      | 3      | 4               |
| 4     | POL   | 41           | 0  | 2      | 0      | 2               |
| 5     | ESP   | 39,5         | 0  | 1      | 2      | 3               |
| 6     | GBR   | 35           | 0  | 1      | 1      | 2               |
| 7     | GRE   | 33           | 1  | 0      | 1      | 2               |
| 8     | FRA   | 28           | 0  | 0      | 1      | 1               |
| Total | Total | Total        | 10 | 10     | 11     | 31              |